# Alfred Elmore

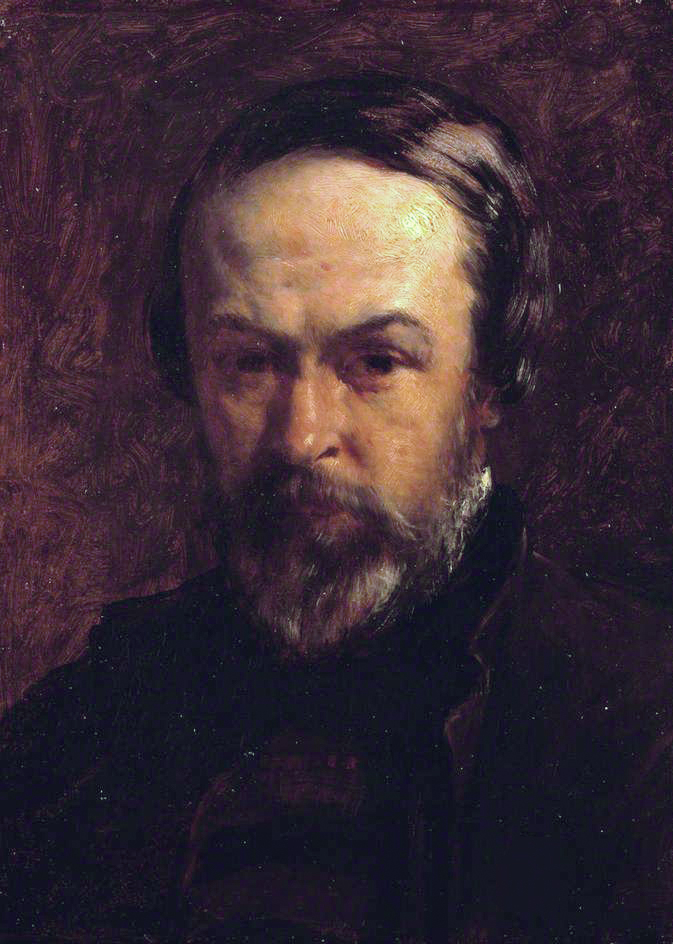
Alfred Elmore, självporträtt.

Alfred Elmore, född 1815, död 1881, var en engelsk historie- och genremålare.
Elmore bedrev sina studier i London (av vars kungliga akademi han blev medlem 1856), Paris och Rom och förvärvade popularitet genom en mängd livfulla och kraftigt målade historietavlor: Uppfinningen av strumpvävstolen, Marie-Antoinette i fängelset, Lenore, Pompeji med flera.